# Friaça
Albino Friaça Cardoso (ur. 20 października 1924 w Porciúncula-RJ, zm. 12 stycznia 2009 w Itaperunie) – brazylijski piłkarz grający na pozycji napastnika. Zdobywca srebrnego medalu na mistrzostwach świata w 1950 roku.

## Kariera

### Kluby
Friaça rozpoczął zawodową karierę w 1943 roku. Przez kolejne 6 lat występował w klubie CR Vasco da Gama z Rio de Janeiro. Później przez rok grał w barwach São Paulo FC. Przez pół sezonu był w składzie Ponte Preta Campinas by w 1951 roku powrócić do swojego pierwszego klubu. Po następnym sezonie znów na krótko założył koszulkę zespołu z Campinas. Kolejny sezon 1953/1954 spędził w CR Vasco da Gama. Po 3 latach wznowił karierę i przez rok bronił barw Guarani FC.

### Reprezentacja
Friaça został powołany na turniej mistrzostw świata w 1950 roku. Drużyna Brazylii pewna tytułu, rozgrywała wspaniałe mecze, gromiąc kolejnych rywali. W rundzie finałowej, w decydującym o tytule spotkaniu wystąpiły zespoły Brazylii i Urugwaju. W 47 minucie Friaça zdobył dla Brazylii pierwszą bramkę w meczu. Był to jego jedyny gol w turnieju, jak i w ogóle w występach reprezentacji. Jednak Brazylia sensacyjnie przegrała 1:2. Z reprezentacją zdobył złoty medal igrzysk panamerykańskich w 1951 roku w Buenos Aires, dwukrotnie Copa Rio Branco w 1947 i 1950 roku oraz Taça Oswaldo Cruz w 1950 roku.

## Trofea
- Campeonato Carioca - 1945 i 1947 z CR Vasco da Gama
- Torneio Relâmpago - 1946 z Vasco da Gama
- Torneio Municipal - 1946 i 1947 z Vasco da Gama
- Copa Rio Branco 1947 i Copa Rio Branco 1950 z  Brazylia
- Campeonato Sul-Americano de Clubes - 1948 z Vasco da Gama
- Campeonato Paulista - 1949 z São Paulo FC
- Srebrny medal mistrzostw świata w piłce nożnej 1950 roku